# 방글라데시 공산당
방글라데시 공산당(영어: Communist Party of Bangladesh, 벵골어: বাংলাদেশের কমিউনিস্ট পার্টি)은 1971년에 설립된 방글라데시의 마르크스-레닌주의 공산당이다.

## 역사
최초의 방글라데시 공산당은 1948년 3월 6일 파키스탄 공산당 동파키스탄 지부로 창당되었다. 벵골의 독립운동가였던 네팔 나그는 동파키스탄 지부의 중앙위원회 서기장으로 선출되었다. 파키스탄 공산당과 파키스탄 공산당 동파키스탄 지부는 이오시프 스탈린의 소련과 코민포름의 지원을 통해 파키스탄에서 공산주의 혁명을 일으켜 서구권 국가의 지원을 받는 이슬람 정권을 전복하고 서파키스탄과 동파키스탄을 마르크스-레닌주의 국가로 독립시키려 했다. 그러나 1954년 7월 파키스탄 정부의 음모로 파키스탄 공산당이 금지되면서 동파키스탄 지부도 함께 해산되었다.
1969년 파키스탄 공산당 동파키스탄 지부의 전 당원들이 동파키스탄 공산당이라는 이름으로 현재의 방글라데시 공산당을 창당하였다. 방글라데시 독립 전쟁에 참여했고 파키스탄 정부를 상대로 유격전을 벌였다. 1971년 12월 16일 방글라데시가 파키스탄으로부터 독립한 이후 동파키스탄 공산당은 다시 합법화되었으며, 그해 방글라데시 공산당으로 개명하였다.
1971년 방글라데시 공산당은 노동계급 전위대 조직을 목적으로 방글라데시 노동조합 센터를 설립했으며, 방글라데시의 마르크스-레닌주의 국가 건립을 다시 한번 분명히 했다. 1973년 방글라데시 공산당은 아와미 연맹과 함께 방글라데시 사회주의 헌법 초안을 작성했다.
1975년 방글라데시 쿠데타 이후 방글라데시 사회주의 헌법은 폐지되고, 방글라데시 공산당은 다시 금지되었으며, 중앙위원회 위원들이 군사정권 정보국에 의해 암살되거나 납치되는 등 심각한 탄압에 직면했다. 1983년 방글라데시 우익 군정이 붕괴하면서 방글라데시 공산당과 방글라데시의 노동조합들은 다시 합법화되었다.
1980년대 말부터 방글라데시 공산당은 두 파벌로 분열되었다. 그 중 하나는 이오시프 스탈린의 마르크스-레닌주의를 지지하는 파벌이었고, 다른 하나는 미하일 고르바쵸프의 페레스트로이카를 지지하는 파벌이었다. 1993년 6월 15일 마르크스-레닌주의 파벌의 지도자인 루힌 호세인 프린스가 중앙위원회 서기장으로 선출되고 페레스트로이카 파벌을 추방하면서 방글라데시 공산당은 마르크스-레닌주의 공산당으로 통일되었다.
1998년 방글라데시 공산당은 그리스 공산당이 마르크스-레닌주의 공산당의 단결을 위해 주최한 공산당-노동자당 국제회의에 가입하였다. 방글라데시 공산당은 마르크스-레닌주의와 프롤레타리아 국제주의의 원칙에 따라 매년 마르크스-레닌주의 공산당 운동에 연대하는 서명서를 발표한다.